# ABC (Libanon)
ABC s.a.l. (ook bekend als ABC Group) is een bedrijf dat luxe winkelcentra en warenhuizen onder de naam ABC exploiteert. Daarnaast exploiteert de onderneming individuele boetieks van modemerken in Libanon. Het totale bruto verhuurbaar oppervlak dat men exploiteert bedroeg anno 2023 115.000 m². 

## Geschiedenis
Het bedrijf ontstond in 1936 met de opening van een ABC-winkel op Bab Idriss Square in het centrum van Beiroet door een aantal studenten van de American University of Beirut (AUB). Deze winkel had een oppervlakte van 580 m². Daarna volgden ABC Bab Borj in 1940 met een oppervlakte van 350 m² en ABC Hamra in 1948 met een oppervlakte van 415 m². In 1972 nam Maurice Fadel de controle van de ABC-winkels over en transformeerde de winkels tot warenhuizen. Sindsdien is de ABC Group een familiebedrijf. 
Robert Fadel was van 2009 tot 2017 voorzitter en CEO en is anno 2023 nog steeds lid van de raad van bestuur. 

## Filialen

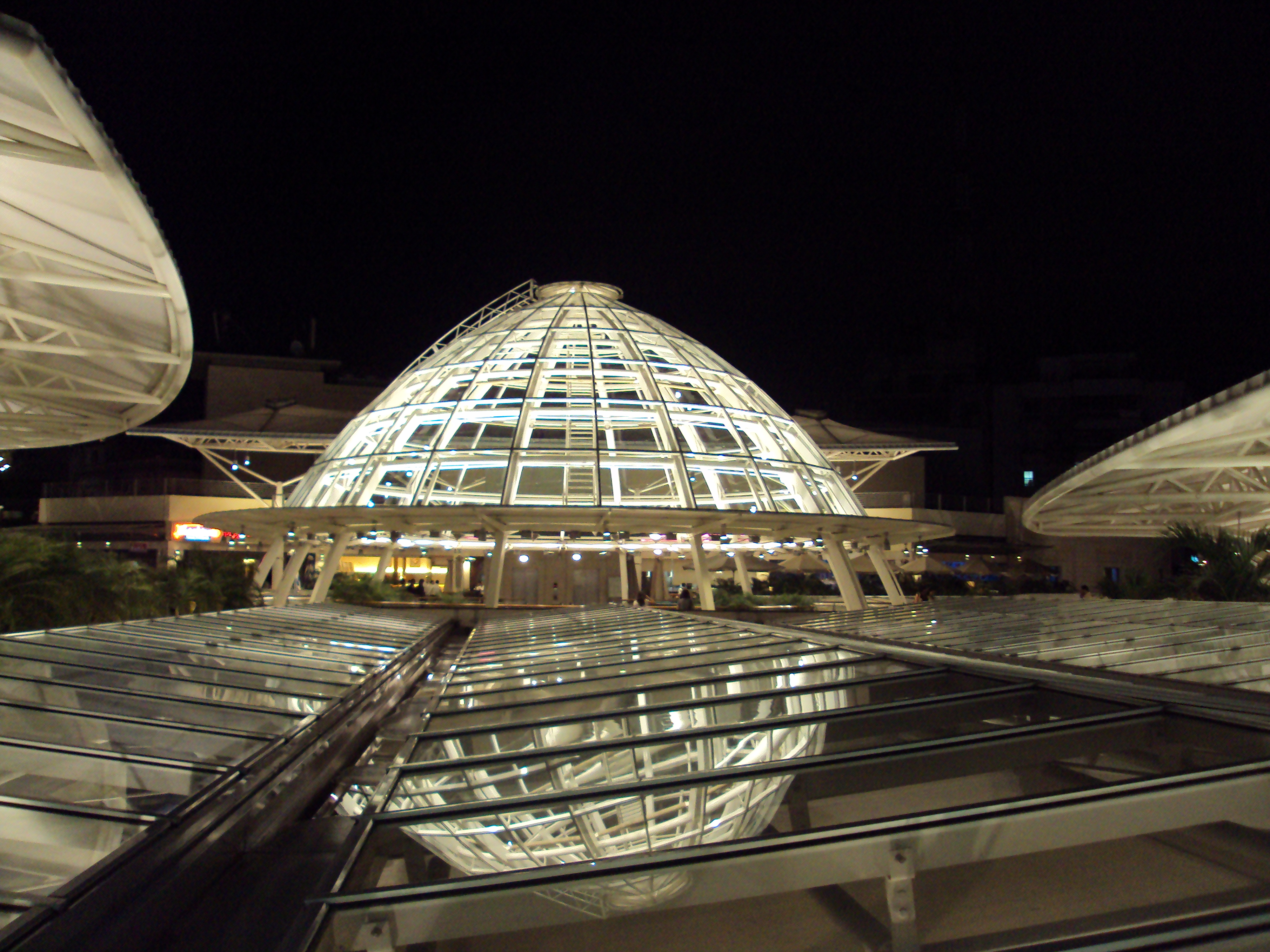
De bovenste verdieping van hetABC Achrafieh-winkelcentrum

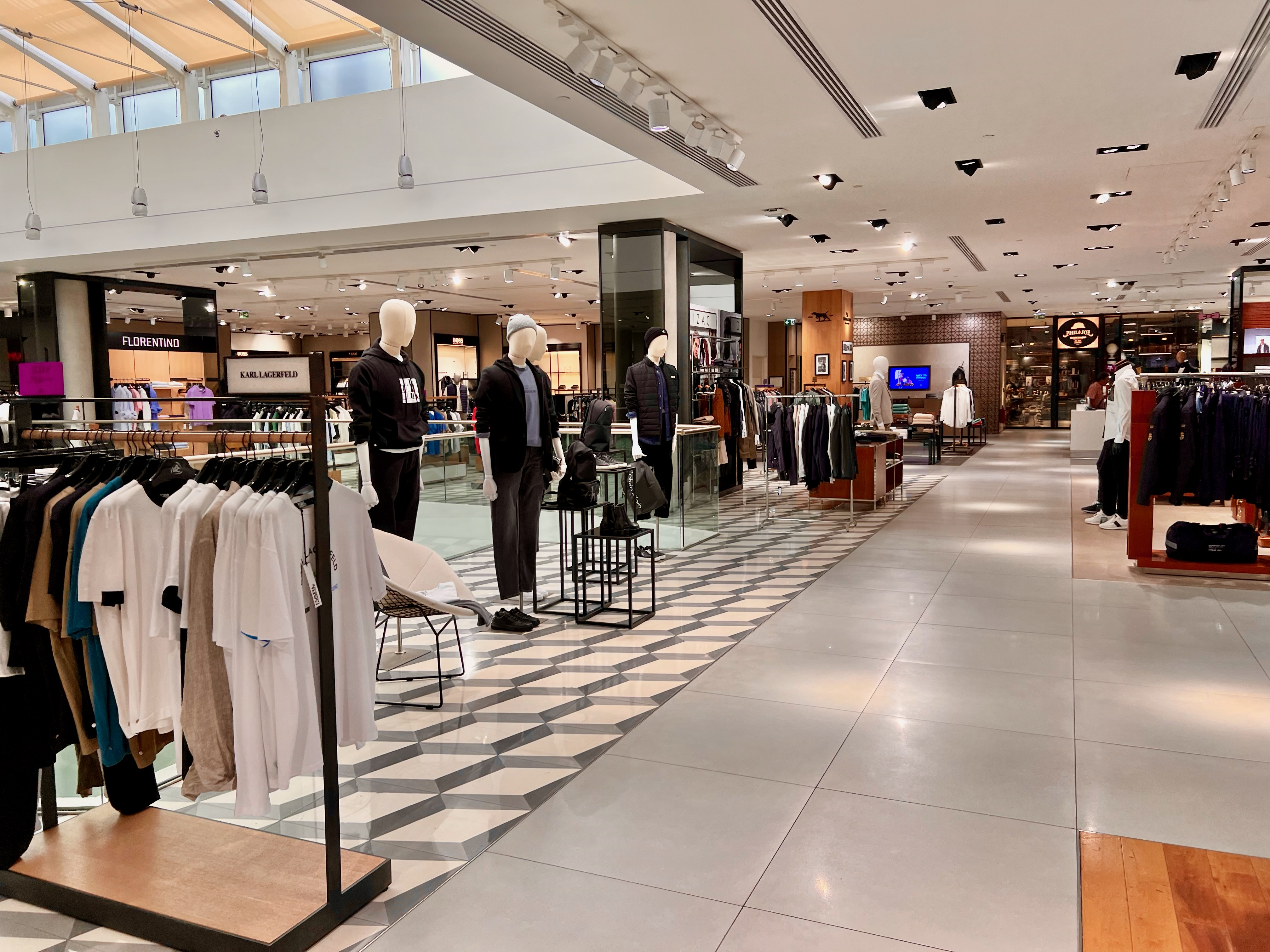
Het warenhuis ABC Achrafieh (2022)

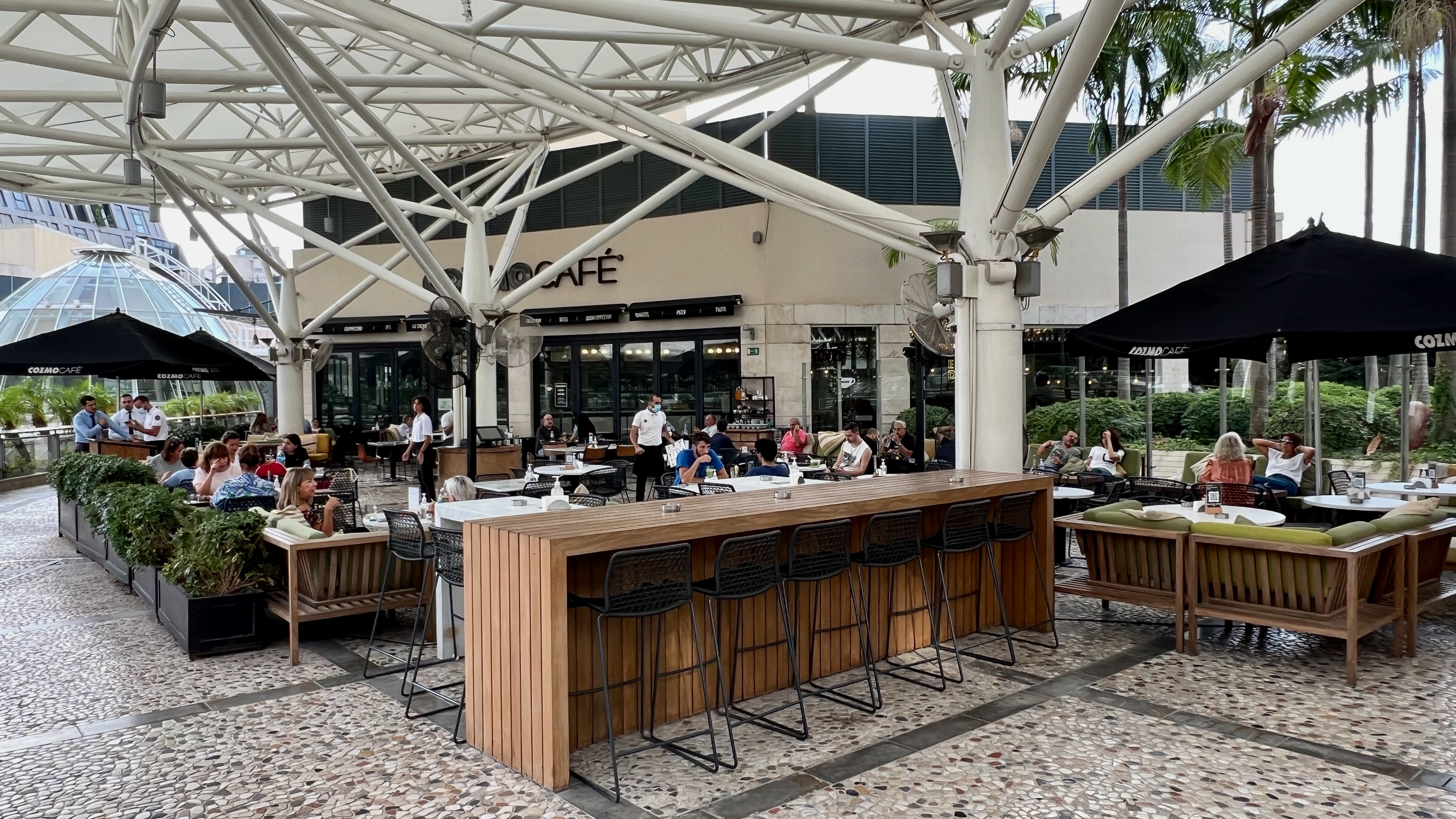
Restaurant in ABC Achrafieh (2022)

### Dbayeh
In 1979 opende ABC naar eigen zeggen het eerste echte moderne warenhuis in het Midden-Oosten in Dbayeh, een stad aan de Middellandse Zee, tussen Beiroet en Jounieh. Het warenhuis had een oppervlakte van 15.490 m² groot. In 2009 werd het uitgebreid tot een omvang van 44,250 m². 
Destijds ontwierp de New Yorkse firma nARCHITECTS een met laser uit aluminium gesneden omhulsel, gebaseerd op het bedrijfslogo, dat de 19.000 m²  gevels van het bestaand gebouw. De latere aanbouw werd voorzien van een gevel met omgekeerde uitsparingen.

### Achrafieh
In 2003 opende ABC zijn vlaggenschip-winkelcentrum met een oppervlakte van 126.500 m². Dit was het eerste openluchtwinkelcentrum van internationale allure in Libanon in de chique centrale wijk Achrafieh. Het winkelcentrum bevat onder meer een ABC-warenhuis van 13.500 m². 
In 2017 voltooide het ontwerpbureau KKD een herinrichting van het interieur van het warenhuis.
In november 2023, tijdens de Israël-Hamas-oorlog, werd het dragen van Palestijnse keffiyehs in het winkelcentrum niet toegestaan.

### Verdun
In 2017 opende ABC zijn derde winkelcentrum in Verdun, in het zuiden van Beiroet. Het centrum met een oppervlakte van  155.500 m² herbergt 200 winkels en een ABC-warenhuis van 10.800 m². Het werd ontwikkeld in een joint venture met Bahaa Hariri, de groep van een van de zonen van de ex- premier van Libanon, Rafik Hariri. De ABC Group is voor 40% eigenaar van het centrum en exploiteert het winkelcentrum.
Het centrum is ontworpen door het in Seattle gevestigde CalissonRTKL en is aangepast aan het klimaat, waardoor het niet nodig is om de gemeenschappelijke ruimtes te voorzien van airconditioning of verwarming: een grote overkapping herbergt het dakterras waar de restaurants en de tuin zich bevinden. Beneden zijn de gangen beschermd tegen regen, maar de lucht circuleert en wordt op natuurlijke wijze ververst. 

### Andere winkels
Andere voormalige ABC-winkels die nu gesloten zijn, zijn onder meer ABC op Bab Idriss Square (geopend in 1936), ABC Bab Borj (geopend in 1940), ABC Hamra (geopend in 1948, nu een outlet store), ABC Zahlé (geopend in 1973, nu een outlet store), ABC Kaslik (geopend in 1978) en ABC Furn El Chebbak (geopend in 1994).
ABC exploiteert ook 3 outletwinkels: Tripoli (Libanon), Zahlé en in Beiroet in de wijk Hamra. Daarnaast worden een aantal zelfstandige boetieks geëxploiteerd in zijn winkelcentra voor drie merken: Calvin Klein, Ted Baker en Tommy Hilfiger.